# تپه سر چشمه ۸۶ - K
تپه سر چشمه ۸۶ - K مربوط به دوره اشکانیان - دوره سلجوقیان است و در شهرستان کنگاور، روستای چشمه نوش واقع شده و این اثر در تاریخ ۱۰ دی ۱۳۸۱ با شمارهٔ ثبت ۶۶۳۴ به‌عنوان یکی از آثار ملی ایران به ثبت رسیده است.